# إيكاترينا ستولياروفا
إيكاترينا أندرييفنا ستولياروفا (الروسية: Екатерина Андреевна Столярова ؛ مواليد 25 أبريل 1988)، لاعبة تزلج حر روسية. شاركت في دورة الألعاب الأولمبية الشتوية 2010 احتلت المركز العاشر في التصفيات المؤهلة لتزالج المطبات، وتقدمت إلى النهائي حيث احتلت المركز العاشر.